# Hennesteck
Hennesteck är ett berg i Österrike.   Det ligger i distriktet Sankt Pölten-Land och förbundslandet Niederösterreich, i den östra delen av landet, 80 km väster om huvudstaden Wien. Toppen på Hennesteck är 1 324 meter över havet, eller 386 meter över den omgivande terrängen. Bredden vid basen är 13,8 km.
Terrängen runt Hennesteck är huvudsakligen kuperad. Närmaste större samhälle är Kirchberg an der Pielach, 15,8 km norr om Hennesteck. 
I omgivningarna runt Hennesteck växer i huvudsak blandskog. Runt Hennesteck är det ganska glesbefolkat, med 28 invånare per kvadratkilometer.